# Live in Tokyo (album de Magma)
Pour les articles homonymes, voir Live in Tokyo.
Albums de Magma
Bourges 1979
(2008) Ëmëhntëhtt-Rê
(2009)
Live in Tokyo est un album live du groupe français de rock progressif Magma. Il a été enregistré en 2005 à Tokyo par Francis Linon. Il est paru, uniquement au Japon, en 24 avril 2009.

## Contenu
Enregistré lors d'une tournée au Japon en 2005, ce double CD présente deux aspects du groupe : le premier disque (Zünd 1) propose une version de K.A proche de l'originale interprétée par une formation quasi identique à celle de l'album studio K.A paru en 2004 alors que le second disque présente, sous le nom de Les Voix de Magma, une version abrégée de la fameuse trilogie Theusz Hamtaahk, interprétée par une formation plus réduite, presque entièrement vocale.

## Liste des titres
Paroles et musique Christian Vander

### Zünd 1 (Live at O-East)

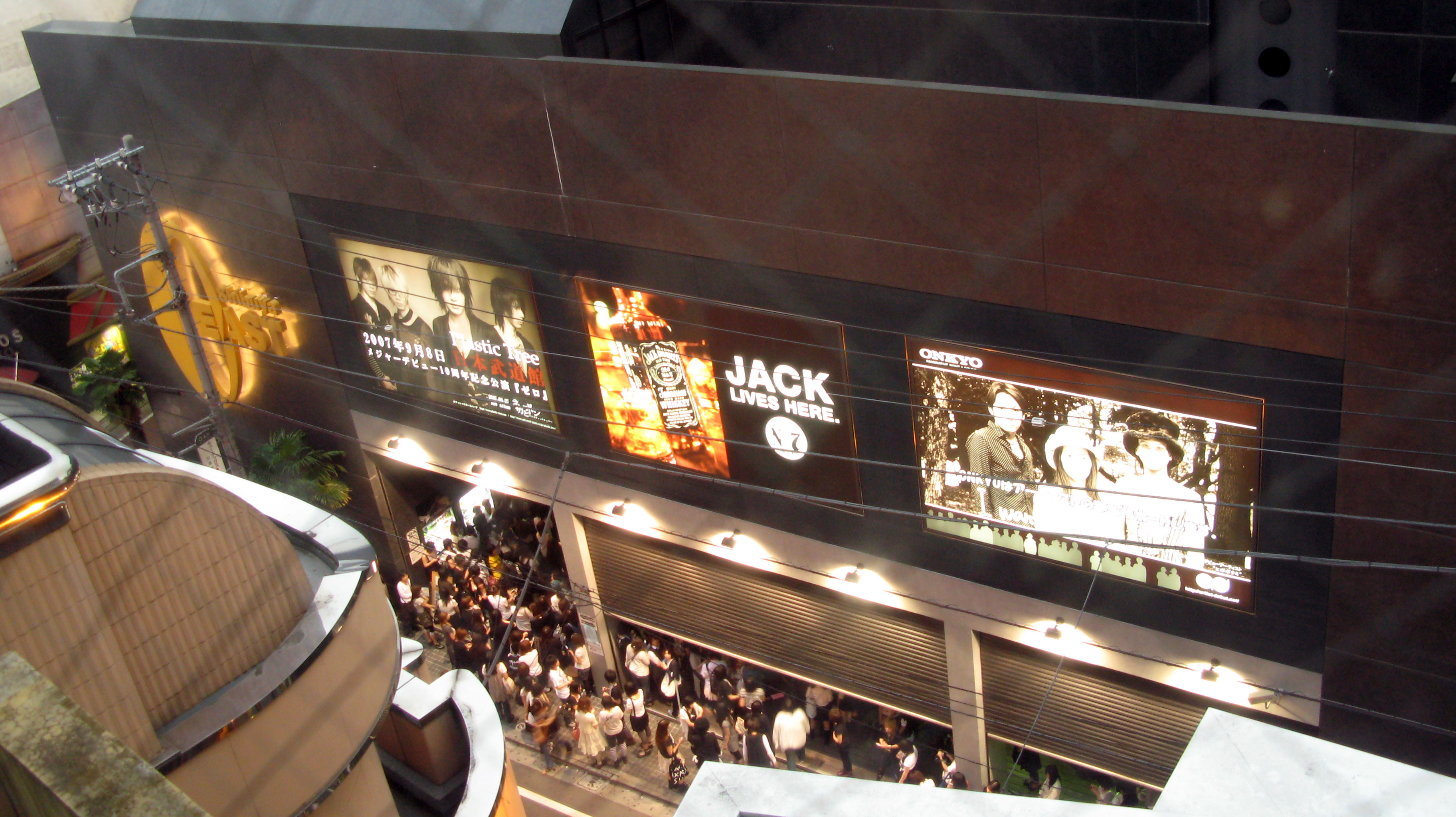
Club Shibuya O-East, 2007

1. Applause début (0:37)
2. K.A. I (10:38)
3. K.A. II (15:27)
4. K.A. III (22:38)
5. Applause fin (1:37)

### Zünd 2 (Live at Club Quattro)
1. Applause début (0:55)
2. Theusz Hamtaahk (13:40)
3. Ẁurdah Ïtah (16:53)

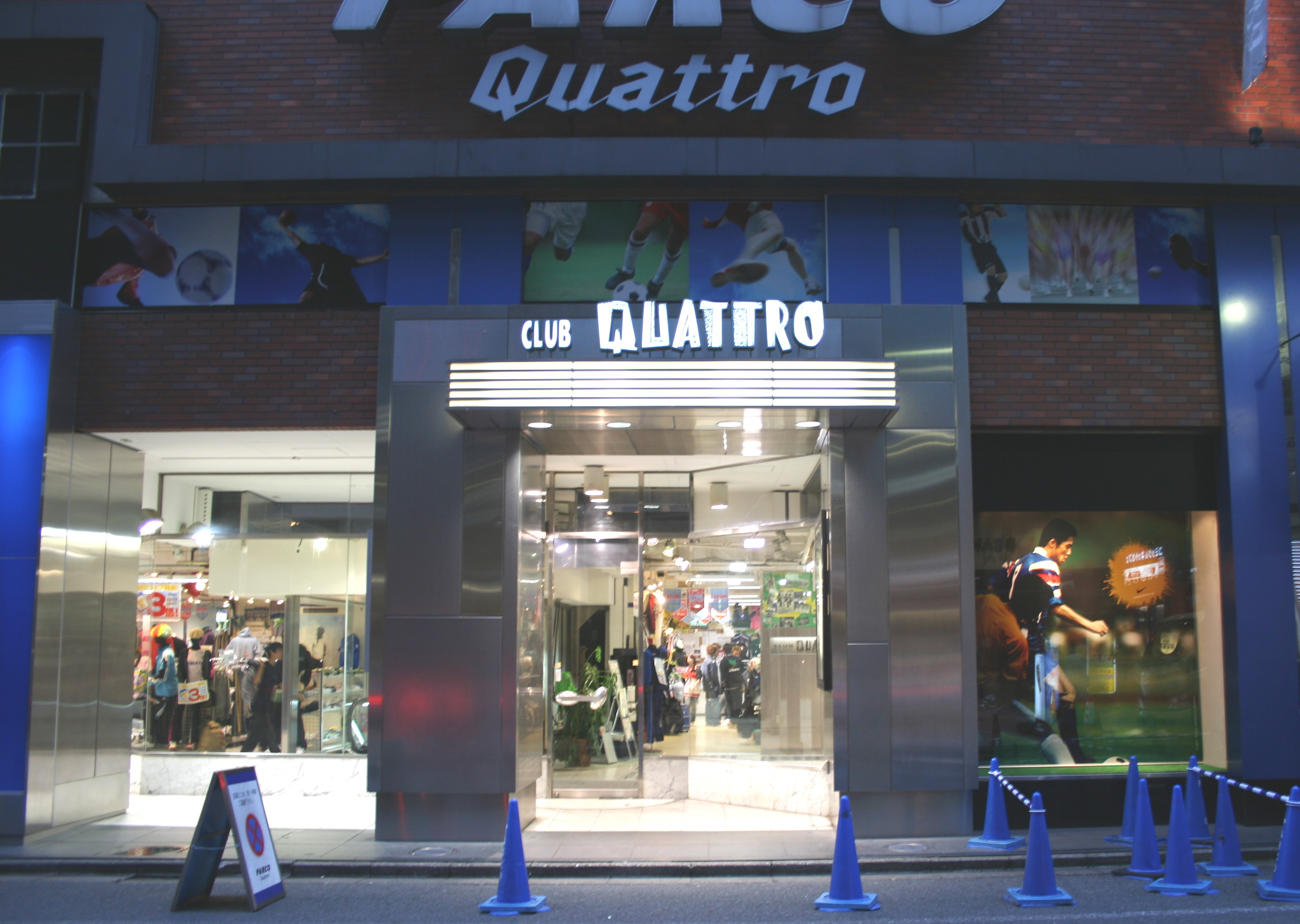
Shibuya Club Quattro, 2005

4. Mëkanïk Dëstruktïẁ Kömmandöh (19:44)
5. Applause fin (2:19)

## Musiciens

### Zünd 1 (Magma)
- Christian Vander : batterie
- Philippe Bussonnet : basse
- James Mac Gaw : guitare
- Emmanuel Borghi : claviers
- Frédéric D'Oelsnitz : claviers
- Stella Vander : chant, percussions
- Isabelle Feuillebois : chant
- Himiko Paganotti : chant
- Antoine Paganotti : chant

### Zünd 2 (Les Voix de Magma)
- Christian Vander : chant, tambourin
- Emmanuel Borghi : piano
- Stella Vander : chant, percussions
- Isabelle Feuillebois : chant
- Himiko Paganotti : chant
- Antoine Paganotti : chant, percussions